# Juegos Iberoamericanos de Esgrima 2009
Los Juegos Iberoamericanos de Esgrima 2009 es el V Campeonato Iberoamericano de Esgrima celebrado en la ciudad colombiana de Medellín del 30 de octubre al 1 de noviembre.

## Masculino
| Evento  | Oro                          | Plata                        | Bronce                         |                            |
| ------- | ---------------------------- | ---------------------------- | ------------------------------ | -------------------------- |
| Sable   | Marco García Miguel · España | Ricardo Bustamante Argentina | César Arias · Colombia         | Carlos Valencia · Colombia |
| Espada  | Paris Inostroza · Chile      | Mario Alvarado · España      | José Félix Domínguez Argentina | Javier Suárez · Colombia   |
| Florete | Felipe Saucedo Argentina     | Heitor Shimbo · Brasil       | Felipe Alvear · Chile          | Santiago Pachón · Colombia |

## Femenino
| Evento  | Oro                         | Plata                          | Bronce                  |                          |
| ------- | --------------------------- | ------------------------------ | ----------------------- | ------------------------ |
| Sable   | María Belén Pérez Argentina | Patricia Contreras · Venezuela | Birgit Martín · España  | Nancy Vanegas · Colombia |
| Espada  | Angela Espinosa · Colombia  | Natalia Lozano · Colombia      | Pía Montecinos · Chile  | María Luisa Doig · Perú  |
| Florete | Bárbara García · Chile      | Alejandra Carbone Argentina    | Taís De Morais · Brasil | Leidy Gómez · Colombia   |

## Medallero
| Núm. | País      | Oro | Plata | Bronce | Total |
| ---- | --------- | --- | ----- | ------ | ----- |
| 1    | Argentina | 2   | 2     | 1      | 5     |
| 2    | Chile     | 2   | 0     | 2      | 4     |
| 3    | Colombia  | 1   | 1     | 6      | 8     |
| 4    | España    | 1   | 1     | 1      | 3     |
| 5    | Brasil    | 0   | 1     | 1      | 2     |
| 6    | Venezuela | 0   | 1     | 0      | 1     |
| 7    | Perú      | 0   | 0     | 1      | 1     |
|      | TOTAL     | 6   | 6     | 11     | 23    |